# Giusto Recanati
Venanzio Benedetto Giuseppe Recanati, in religione Giusto da Camerino (Camerino, 9 agosto 1789 – Roma, 17 novembre 1861), è stato un cardinale e vescovo cattolico italiano.

## Biografia
Studiò nel seminario di Camerino e l'8 dicembre 1803 abbracciò la vita religiosa tra i cappuccini nel convento di Cingoli assumendo il nome di fra' Giusto; fu ordinato prete il 22 febbraio 1812.
Fu membro della comunità conventuale di Fabriano, lettore di teologia e filosofia a Jesi e prefetto del collegio per le missioni cappuccine di San Fedele a Roma; nel 1844 fu eletto nel definitorio generale del suo ordine.
Fu consultore delle congregazioni dei vescovi e regolari, di propaganda fide e dell'inquisizione.
Eletto vescovo titolare di Tripoli il 3 luglio 1848, fu consacrato il 9 luglio successivo nella basilica dei Santi XII Apostoli in Roma dal cardinale Antonio Francesco Orioli assistito da Girolamo d'Andrea, arcivescovo titolare di Melitene, e da Domenico Lucciardi, arcivescovo titolare di Damasco.
Dal 22 agosto 1848 al 5 settembre 1851 fu amministratore apostolico di Senigallia e il 13 gennaio 1852 fu nominato assistente al Soglio Pontificio.
Fu creato cardinale prete da papa Pio IX nel concistoro del 7 marzo 1853 e gli fu assegnato il titolo dei Santi XII Apostoli.
Morì nel 1861 e fu sepolto nella chiesa di Santa Maria della Concezione dei Cappuccini a Roma.

## Genealogia episcopale e successione apostolica
La genealogia episcopale è:
- Cardinale Scipione Rebiba
- Cardinale Giulio Antonio Santori
- Cardinale Girolamo Bernerio, O.P.
- Arcivescovo Galeazzo Sanvitale
- Cardinale Ludovico Ludovisi
- Cardinale Luigi Caetani
- Cardinale Ulderico Carpegna
- Cardinale Paluzzo Paluzzi Altieri degli Albertoni
- Papa Benedetto XIII
- Papa Benedetto XIV
- Papa Clemente XIII
- Cardinale Marcantonio Colonna
- Cardinale Giacinto Sigismondo Gerdil, B.
- Cardinale Giulio Maria della Somaglia
- Cardinale Giacinto Placido Zurla, O.S.B.Cam.
- Cardinale Antonio Francesco Orioli, O.F.M.Conv.
- Cardinale Giusto Recanati, O.F.M.Cap.

La successione apostolica è:
- Vescovo Lorenzo Signani, O.F.M.Cap. (1855)
- Vescovo Dalmazio d'Andrea, O.F.M.Cap. (1856)
- Arcivescovo Luigi Maria de Marinis (1856)